# Trinidad (Colorado)
Trinidad es una ciudad ubicada en el condado de Las Ánimas en el estado estadounidense de Colorado. En el Censo de 2010 tenía una población de 9096 habitantes y una densidad poblacional de 378,61 personas por km².

## Historia
Fue fundada en 1862 por el granjero Luis Felipe Baca quien la encontró de camino desde su natal Nuevo México hacia Santa Fe, provocando la primera migración de habitantes a esta tierra.

## Geografía
Trinidad se encuentra ubicada en las coordenadas 37°10′27″N 104°29′28″O / 37.17417, -104.49111. Según la Oficina del Censo de los Estados Unidos, Trinidad tiene una superficie total de 24,02 km².

## Demografía
Según el censo de 2010, había 9096 personas residiendo en Trinidad. La densidad de población era de 378,61 hab./km². De los 9096 habitantes, Trinidad estaba compuesto por el 81,52% blancos, el 0,95% eran afroamericanos, el 2,63% eran amerindios, el 0,86% eran asiáticos, el 0,08% eran isleños del Pacífico, el 10,08% eran de otras razas y el 3,89% pertenecían a dos o más razas. Del total de la población el 49,99% eran hispanos o latinos de cualquier raza.